# Eduard Miler
Eduard Miler, slovenski režiser, * 18. julij 1950, Ljubljana.
Študij dramske umetnosti je končal v Stuttgartu. Med letoma 1973 in 1979 je igral v več nemških in avstrijskih gledališčih, nato se je posvetil režiji. Med letoma 1990 in 1994 je bil tudi umetniški vodja Slovenskega mladinskega gledališca v Ljubljani.
V zadnjih treh desetletjih je s številnimi slovenskimi, hrvaškimi, jugoslovanskimi, avstrijskimi in nemškimi igralskimi ansambli oblikoval niz izrazito samosvojih predstav ter zanje prejel tudi več nagrad: Borštnikovo, nagrado festivala MESS, nagrado Prešernovega sklada (1987) in druge. Njegove predstave se vtisnejo v spomin z izzivalno, močno in ekspresivno režijsko poetiko.